# Злотники-Куявські (гміна)
Гміна Злотники-Куявські (пол. Gmina Złotniki Kujawskie) — сільська гміна у північній Польщі. Належить до Іновроцлавського повіту Куявсько-Поморського воєводства.
Станом на 31 грудня 2011 у гміні проживало 9171 особа.

## Площа
Згідно з даними за 2007 рік площа гміни становила 135.60 км², у тому числі:
- орні землі: 84.00%
- ліси: 6.00%

Таким чином, площа гміни становить 11.07% площі повіту.

## Населення
Станом на 31 грудня 2011:
| Опис     | Загалом | Загалом | Чоловіки | Чоловіки | Жінки | Жінки |
| -------- | ------- | ------- | -------- | -------- | ----- | ----- |
| одиниця  | осіб    | %       | осіб     | %        | осіб  | %     |
| все      | 9171    | 100     | 4609     | 50.26    | 4562  | 49.74 |
| міське   | 0       | 100     | 0        |          | 0     |       |
| сільське | 9171    | 100     | 4609     | 50.26    | 4562  | 49.74 |

## Сусідні гміни
Гміна Злотники-Куявські межує з такими гмінами: Барцин, Іновроцлав, Лабішин, Нова-Весь-Велька, Пакосць, Роєво.